# Alphonse Fleury
Pour les articles homonymes, voir Fleury.
Alphonse Fleury est un homme politique français né le 1er septembre 1809 à La Châtre (Indre) et décédé le 20 août 1877 à Paris.

## Biographie
Avoué à La Châtre, il est ensuite avocat et banquier. Opposant à la monarchie de Juillet, il est commissaire du gouvernement dans l'Indre en février 1848. Conseiller général et député de l'Indre de 1848 à 1849, il siège à gauche. Il est arrêté et expulsé au moment du coup d’État du 2 décembre 1851.
Il est préfet de Loire-Atlantique du 4 septembre 1870 au 20 mars 1871.
Il est enterré au cimetière de La Châtre.